# Komptometr

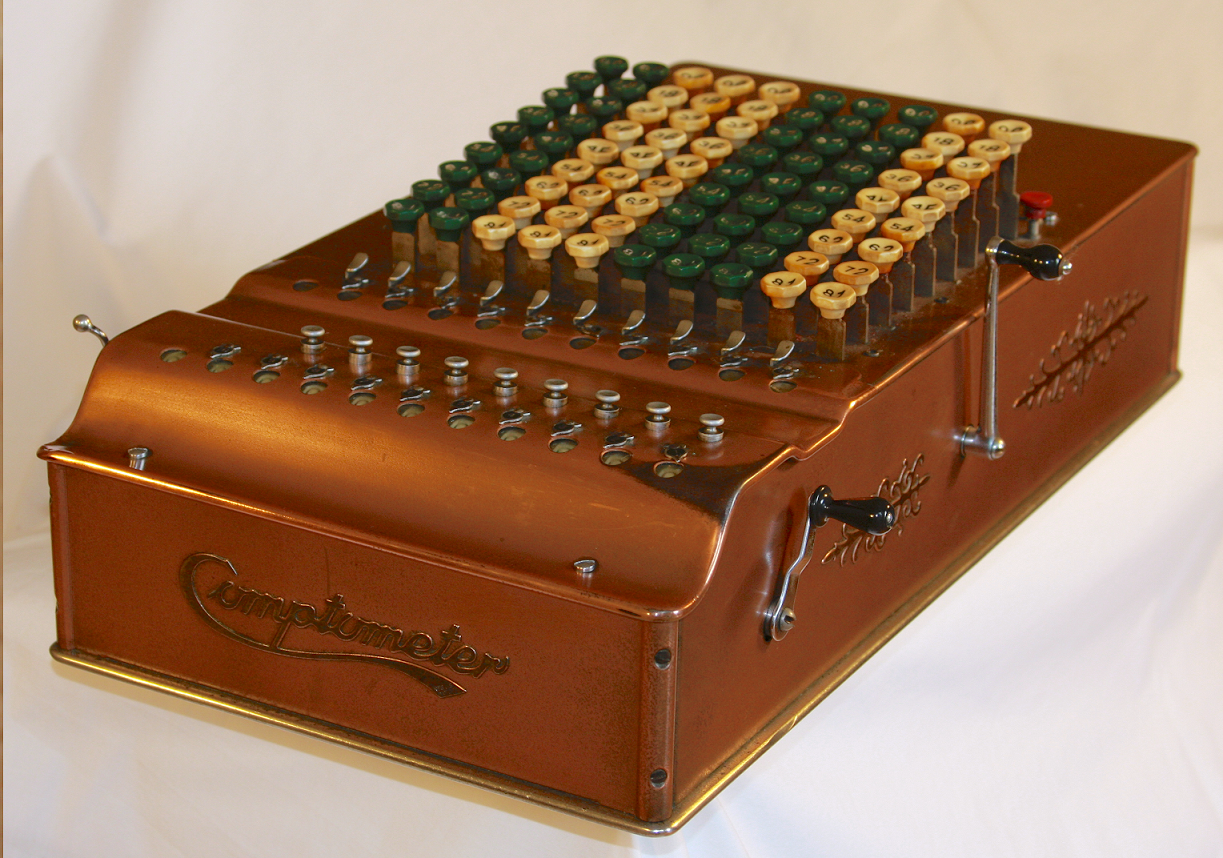
Model ST (lata 30. XX w.)

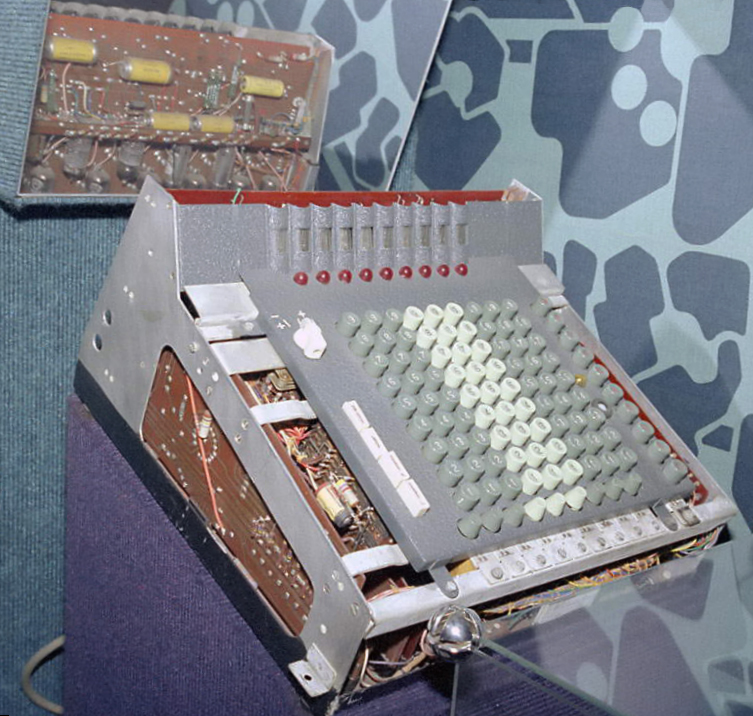
Prototyp pierwszej w pełni elektronicznej maszyny liczącej przygotowany przez Sumlock Comptometer Ltd of the UK

Komptometr – pierwsza maszyna licząca używająca klawiszy do wprowadzania danych, która odniosła rynkowy sukces. Została opatentowana przez Dorra E. Felta w 1887.
Interfejs klawiszowy zaprojektowany dla komptometru pozwala na bardzo szybkie dodawanie wielocyfrowych liczb. Umożliwia on wprowadzenie wielu cyfr podczas jednego naciśnięcia, dzięki czemu wprawiony operator jest w stanie wykonywać dodawanie szybciej niż na kalkulatorze elektronicznym, na którym każda cyfra występuje raz. Dlatego komptometry były używane nawet na początku lat 90. XX wieku. Obecnie urządzenia te zostały całkowicie wyparte przez kalkulatory elektroniczne i komputery.
Komptometry były wytwarzane i usprawniane od roku 1887 do połowy lat 70. XX wieku. Dzięki kolejnym modyfikacjom urządzenie mogło działać szybciej i bardziej niezawodnie. W latach 30. XX wieku powstał pierwszy model komptometru elektryczno-mechanicznego, a w 1961 firma Bell Punch Co. stworzyła pierwszy całkowicie elektroniczny komptometr ANITA Mark VII.
Mimo że komptometr był początkowo urządzeniem służącym do dodawania, to pozwala on odejmować, mnożyć i dzielić. Klawiatura składa się z ośmiu lub więcej kolumn po dziewięć klawiszy. Ponadto powstały specjalne komptometry do zamiany jednostek lub walut. Nazwa komptometr została przyjęta jako ogólna nazwa dla grupy urządzeń liczących.

## Historia

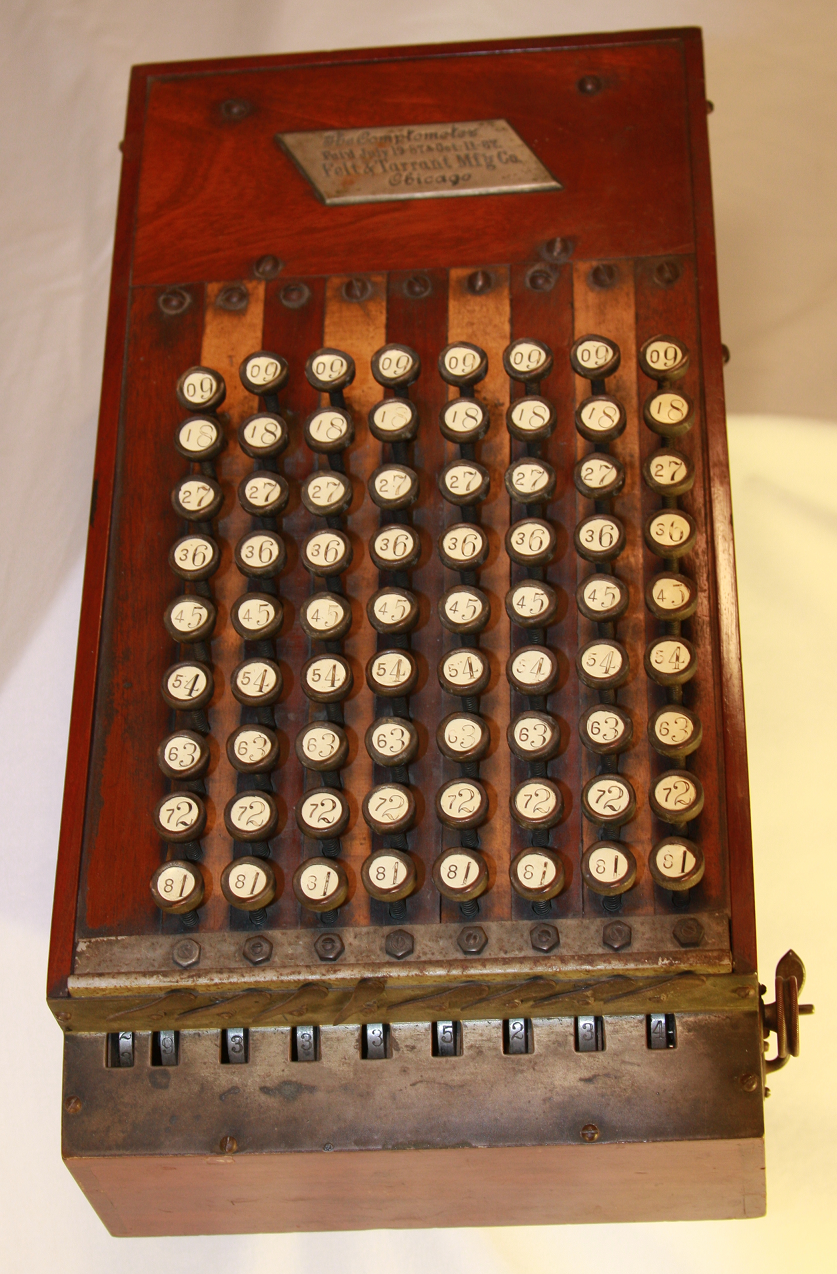
Wczesny komptometr (1887)

### Początki

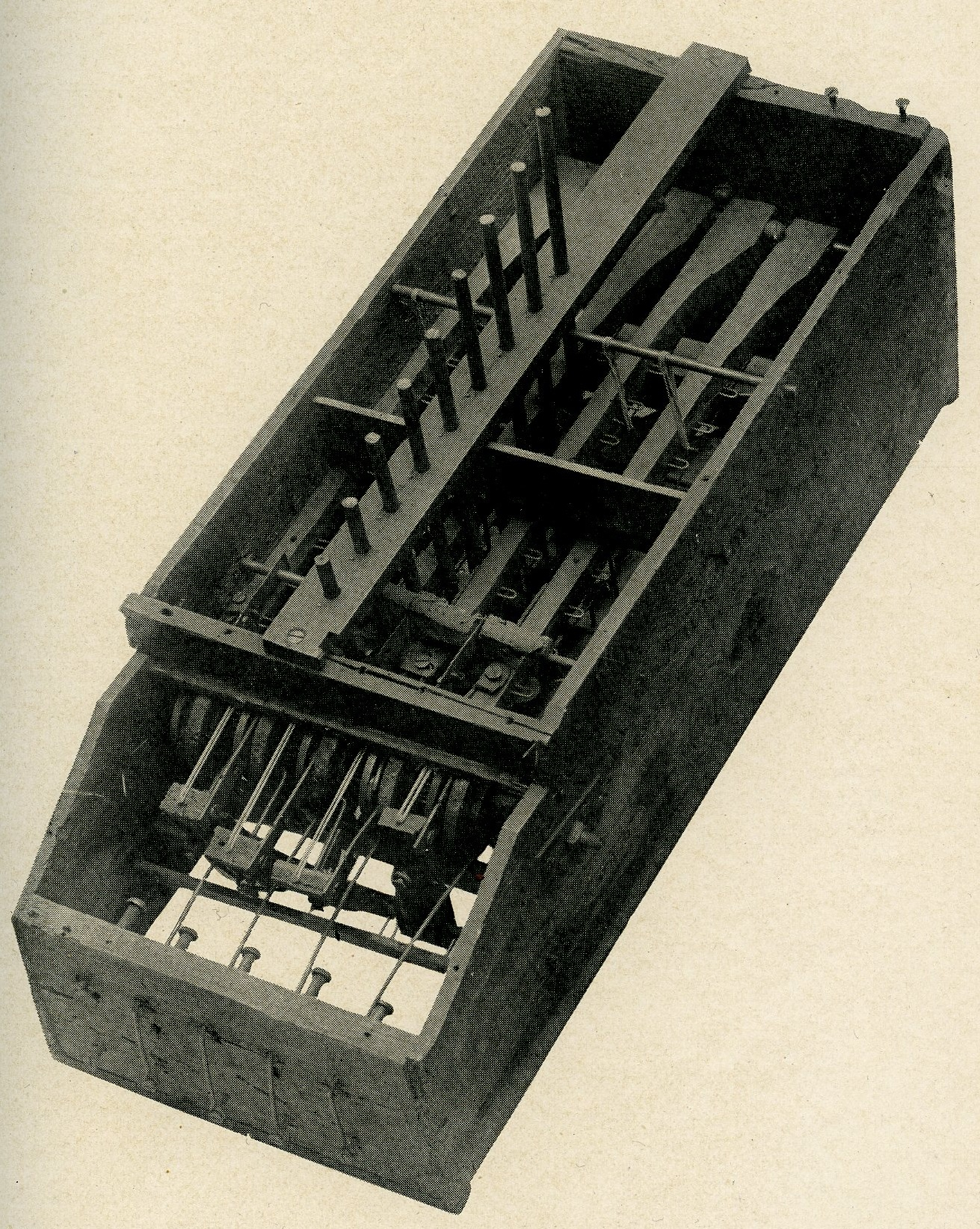
Prototyp zbudowany z pudełka na makaron (1885)

Komptometr jest następcą maszyny opatentowanej w 1857 roku przez Thomasa Hilla, a także Pascaliny wymyślonej przez Blaise Pascala we Francji w 1642. Koła służące do wprowadzania liczb w maszynie Pascala zostały zastąpione przez kolumny klawiszy z maszyny Hilla. Mechanizm dodawania w komptometrze jest taki sam jak w maszynie Pascalinie, ponadto obie maszyny używają dopełnienia do dziewięciu w celu wykonania operacji odejmowania.

### Pierwsze komptometry
Dorr Felt zaczął pracę nad prototypem komptometru w 1884, podczas dni wolnych od pracy z okazji Święta Dziękczynienia. Ponieważ miał ograniczone środki, obudowę urządzenia wykonał z pudełka na makaron, a sam mechanizm zbudował ze szpikulców do szaszłyków, zszywek i gumek recepturek. Prototyp aktualnie znajduje się w Instytucie Smithsona w Waszyngtonie.
Prace nad prototypem zostały zakończone na samym początku 1885. Zaraz potem Robert Tarrant, właściciel warsztatu w Chicago, zaczął wypłacać Feltowi pensję w wysokości sześciu dolarów tygodniowo za pracę nad komptometrem. Urządzenie zostało skończone jesienią 1886.
Do września 1887 zostało zbudowane 8 działających maszyn.

### Komptometr i komptograf

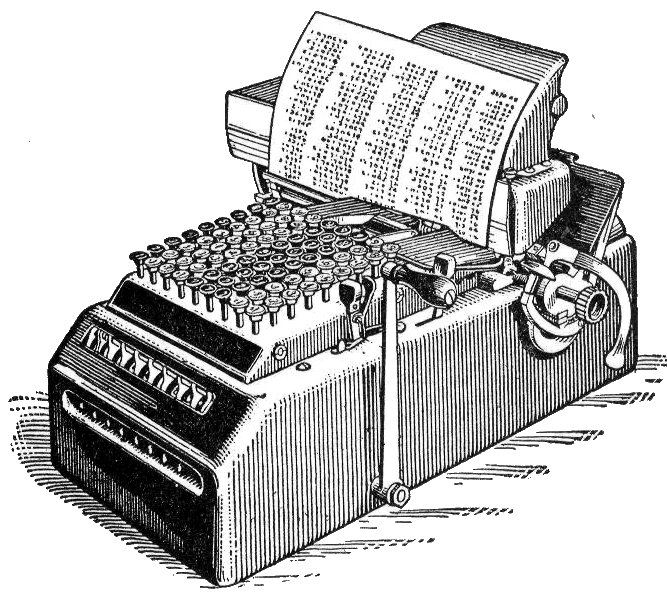
Komptograf (1914)

Projekt komptometru został opatentowany przez Felta 19 lipca 1887 i 11 października 1887.
Dwa lata później – 11 czerwca 1889 – Felt opatentował komptograf. Komptograf to komptometr wyposażony w mechanizm drukowania. Przez dodatkową funkcjonalność był wolniejszy i bardziej skomplikowany w użytku.
Pierwszy komptograf został sprzedany dla Merchants & Manufacturers National Bank of Pittsburgh w grudniu 1889. Był to pierwszy przypadek sprzedaży maszyny dodającej, która zapisywała stan. Maszynę można zobaczyć w Instytucie Smithsona.
Firma Felt & Tarrant Manufacturing Company budowała komptometry i komptografy nieprzerwanie w latach 90. XIX wieku. W 1902 utworzono osobną firmę Comptograph Company w celu produkcji wyłącznie komptografów, jednak firma ta została zamknięta na początku I wojny światowej.
Czterdzieści lat później, w połowie lat 50. XX wieku firma Comptometer Corporation użyła nazwy komptograf dla innego urządzenia. Była to maszyna licząca o podobnym działaniu, lecz wyposażona w klawiaturę z dziesięcioma klawiszami ułożonymi w układzie znanym z klawiatur numerycznych.

### Konkurencja
Komptometr był pierwszym urządzeniem, które rywalizowało na istniejącym w XIX wieku rynku urządzeń liczących z arytmometrami. Sprzedaż pierwszych stu komptometrów zajęła prawie trzy lata, dopiero później urządzenie stało się bardziej popularne.

## Firmy i marki

Przypinki z logo komptometru

### Felt & Tarrant Manufacturing Company
Pierwszą wspólną firmą Felta i Tarranta była założona 25 stycznia 1889 firma Felt & Tarrant Manufacturing Company, która nie zmieniła swojej nazwy do 1957 roku.

### Comptograph Company
W 1902 Felt i Tarrant postanowili utworzyć drugą firmę i podzielić się udziałami w taki sposób, żeby do każdego z nich należało 51% udziałów jednej firmy i 49% udziałów drugiej. Dorr Felt został głównym udziałowcem Felt & Tarrant Manufacturing Company, a Robert Tarrant został głównym udziałowcem Comptograph Company. Na początku I wojny światowej Felt & Tarrant Manufacturing Company przejęło z powrotem Comptograph Company.

### Comptometer Corporation
W 1957 nazwa firmy została zmieniona z Felt & Tarrant Manufacturing Company na Comptometer Corporation.

### Bell Punch Company – Sumlock Comptometer Ltd
W 1960, firma Bell Punch Company wykupiła prawa do projektu i znaku towarowego komptometru w Wielkiej Brytanii. W 1961 oddział Bell Punch Company o nazwie Sumlock zmienił nazwę na Sumlock Comptometer Ltd i rozpoczął sprzedaż urządzenia ANITA Mark VII – pierwszego całkowicie elektronicznego kalkulatora. Cały oddział Bell Punch Company zajmujący się kalkulatorami został wykupiony przez Rockwell International w 1973, jednak trzy lata później oddział został zamknięty.

### Victor Comptometer Corporation
W 1961 firma Comptometer Corporation połączyła się z firmą Victor Adding Machine Company, tworząc Victor Comptometer Corporation. Po tym, jak firma ledwo przetrwała rewolucję mikroprocesorów, działa do dziś jako Victor Technology LLC.

## Ewolucja

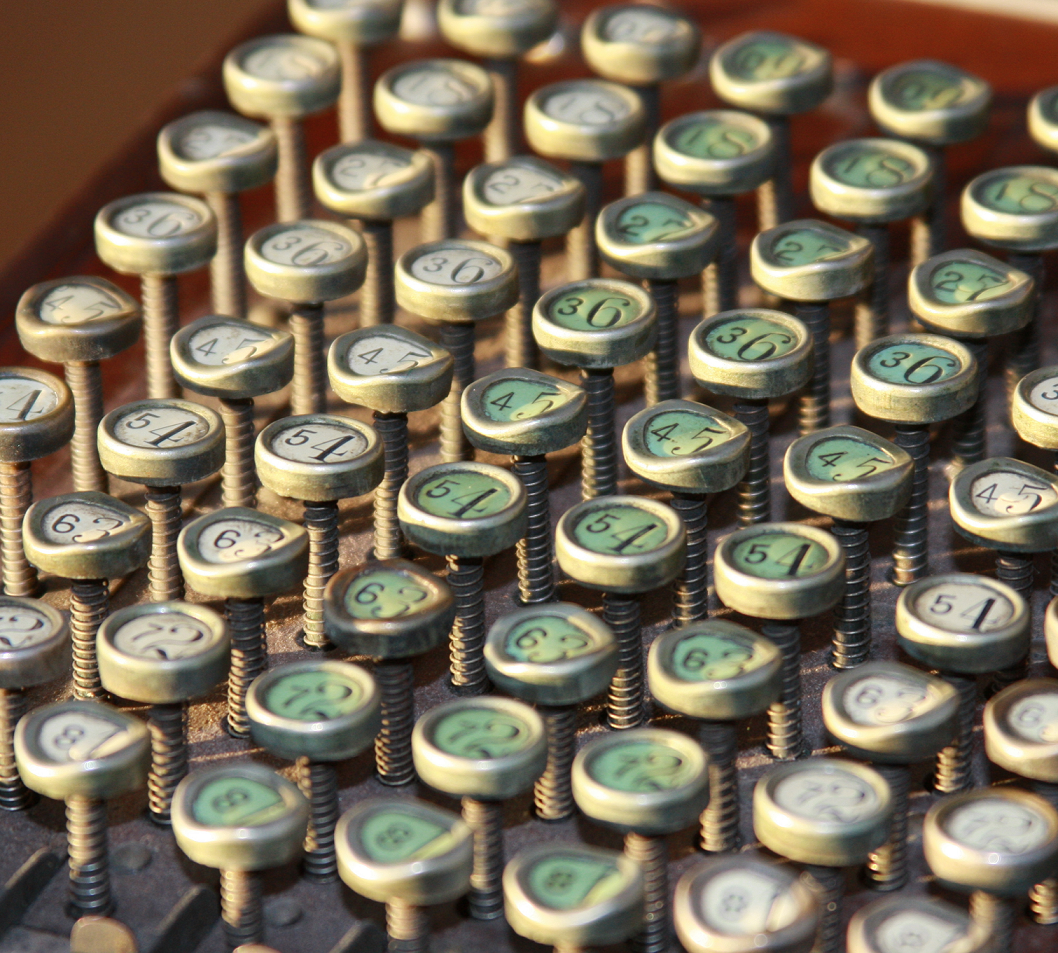
Klawiatura drewnianego komptometru (1895)

### Drewniane obudowy
Pierwsze urządzenia miały obudowy z drewna, przez co były lekkie, jednak delikatne. Między 1887 a 1903 zostało stworzonych około 6500 tych urządzeń.
Dwa najważniejsze usprawnienia zostały dodane w pierwszych latach produkcji – dźwignie pozwalające na blokowanie przeniesienia w celu przyspieszenia odejmowania oraz grupowanie klawiszy kolorami (po trzy kolumny, pomijając pierwsze dwie kolumny które oznaczają setki). Dorr Felt nieustannie usprawniał mechanizm komptometru, między innymi wymyślając komptograf.
Każdy rząd klawiszy różni się od sąsiadujących wierszy w dotyku – parzyste wiersze mają zaokrąglone, a nieparzyste płaskie klawisze. Klawisze w pierwszych maszynach miały metalowe otoczki i były podobne do klawiszy w maszynach do pisania z tego samego okresu. Niedługo później zostały wprowadzone plastikowe klawisze.
Pierwsze komptometry miał skomplikowany mechanizm zerowania, który wymagał naciskania dźwigni i kręcenia gałką.

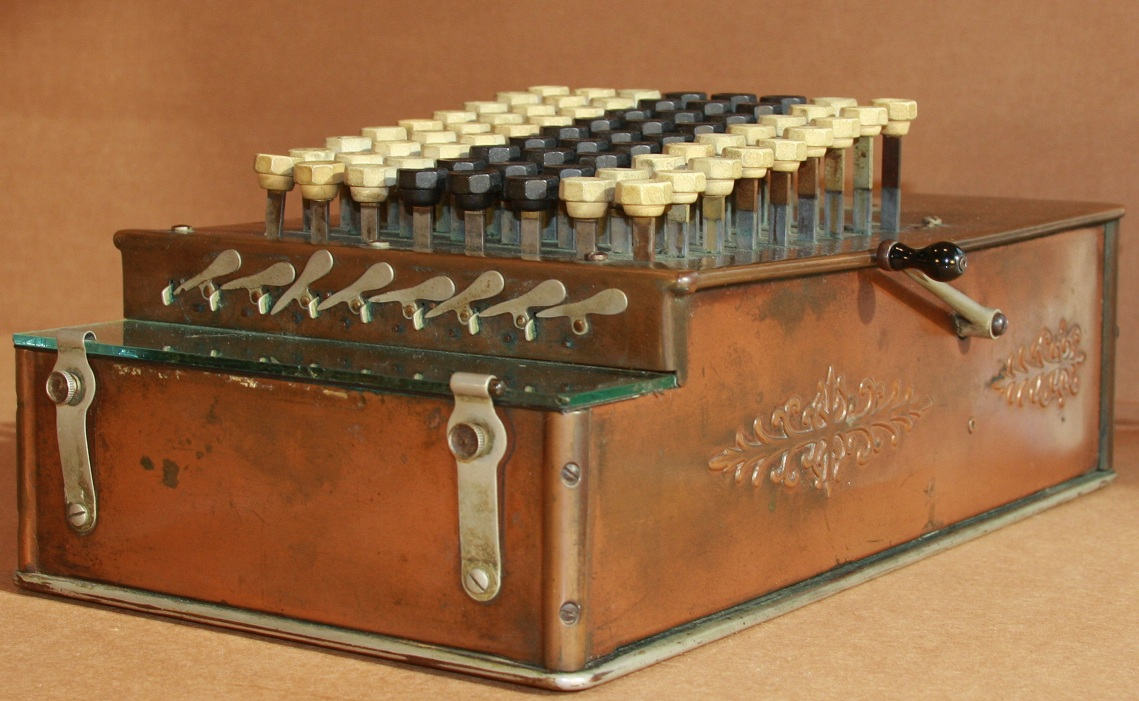
Model A (1905)

### Model A
Model A był produkowany w latach 1904–1906 i był pierwszym modelem, który miał metalową obudowę. Wszystkie następne komptometry miały obudowy z metalu.
Opisany w patentach 762520 i 762521 mechanizm przeniesienia użyty w Modelu A zredukował siłę potrzebną do naciśnięcia przycisku o jedną czwartą. Ponadto wprowadził on mechanizm dupleksu pozwalający naciskać guziki jednocześnie (wcześniej nie było to możliwe, co znacznie spowalniało proces wprowadzania liczb). Kolejne usprawnienie dotyczyło mechanizmu zerowania – od Modelu A wymagał on jedynie jednego ruchu dźwigni. „Biurowy karabin maszynowy”, jak urządzenie zostało nazwane w reklamach rozpoczął proces produkcji mechanizmu, który był stosowany przez następne 40 lat.

### Model B, C, D
Modele B, C, D były produkowane w latach 1907–1915. Nie różniły się znacząco od modelu A.

### Model E

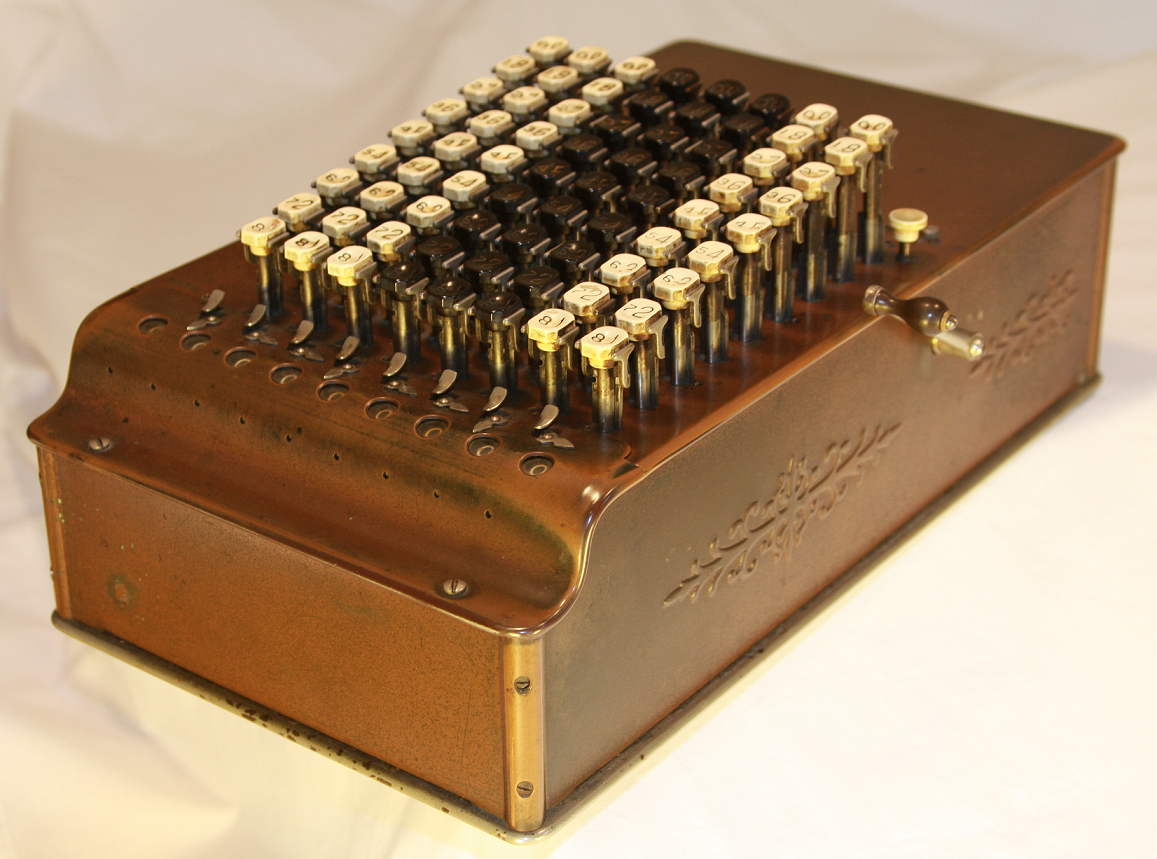
Model E „Controlled-Key” Compotometer with a white release key (1914)

Model E był budowany w latach 1913–1915 w niewielkiej liczbie egzemplarzy. Był to przejściowy model, który wprowadził mechanizm detekcji błędów, który blokował znaczną część klawiatury, gdy któryś klawisz został niedociśnięty. Podczas błędu jedynie kolumny z klawiszami, na których wystąpił błąd, nie były blokowane, dzięki czemu operator mógł naprawić pomyłkę, a następnie nacisnąć guzik odpowiedzialny za przywrócenie maszyny do stanu normalnego.
Każdy klawisz był otoczony metalową płytką, która otaczała go z trzech stron. Dzięki niej klawisz mógł być blokowany, gdy maszyna wykryła błąd. W późniejszych modelach mechanizm został przesunięty do środka urządzenia.

### Model F
Produkcja tego modelu rozpoczęła się w 1915 i trwała 5 lat. Mechanizm blokowania został przesunięty do środka urządzenia, a guzik przejścia do normalnego stanu miał czerwony kolor. Był to ostatni model bez dużego logo „Comptometer” na przednim i tylnym panelu.

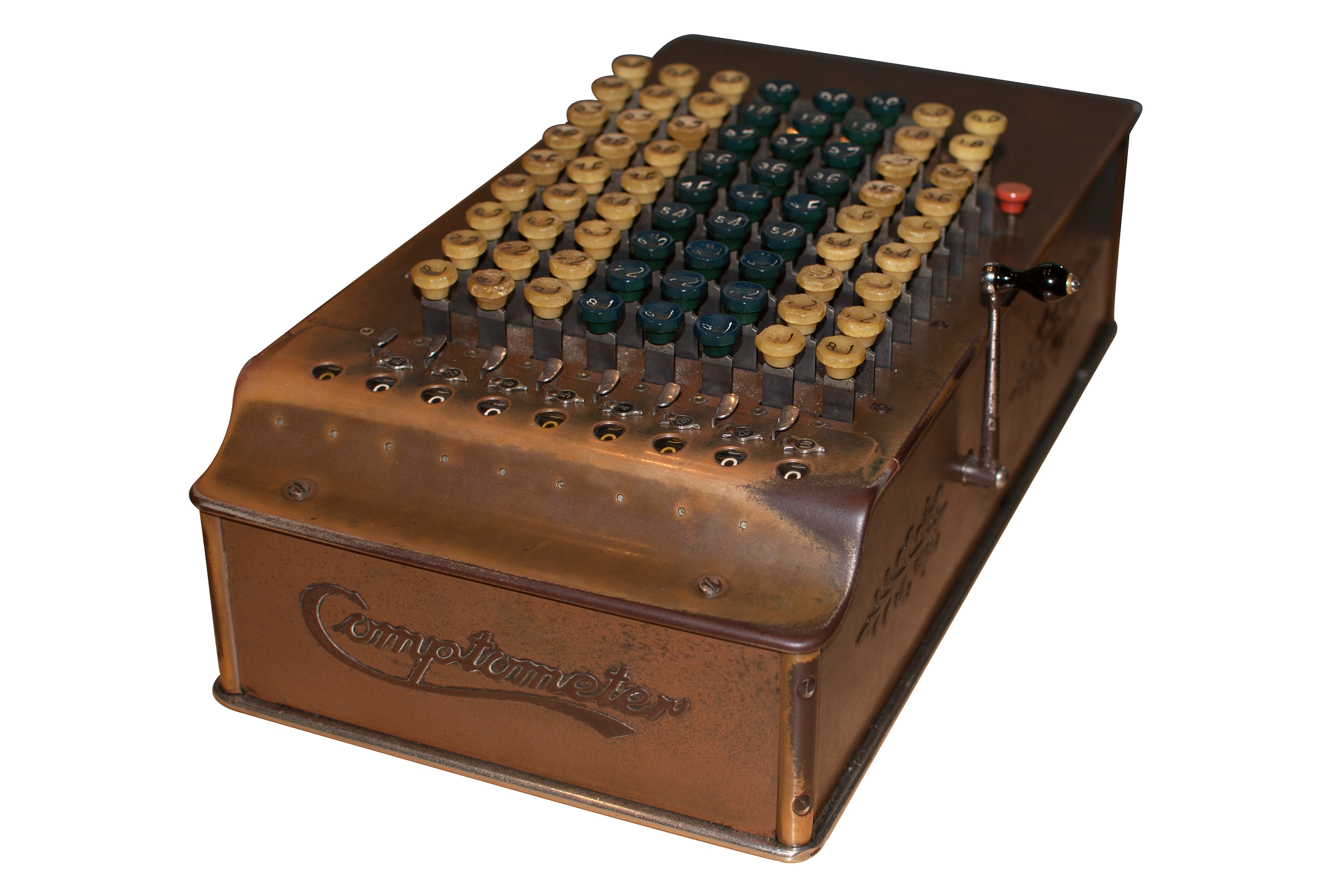
Model J (lata 30 XX wieku)

### Model H, J, ST
Wytwarzane od 1920 do początku II wojny światowej, zawierały wszystkie usprawnienia wprowadzone w modelu F.
Model ST (SuperTotalizer) miał dwa wyświetlacze i dodatkowe dźwignie, które pozwalały na tworzenie wyników częściowych. Naciśnięcie klawisza powodowało dodanie liczby do górnego wyświetlacza, następnie liczba z górnego wyświetlacza mogła zostać dodana do dolnego przez pociągnięcie dźwigni (operacja zerowała górny wyświetlacz).

### Model K
Elektryczna wersja komptometru, której produkcja rozpoczęła się w połowie lat 30. XX wieku. Nie odniosła sukcesu rynkowego, ponieważ modele mechaniczne były proste w obsłudze i tańsze w utrzymaniu.

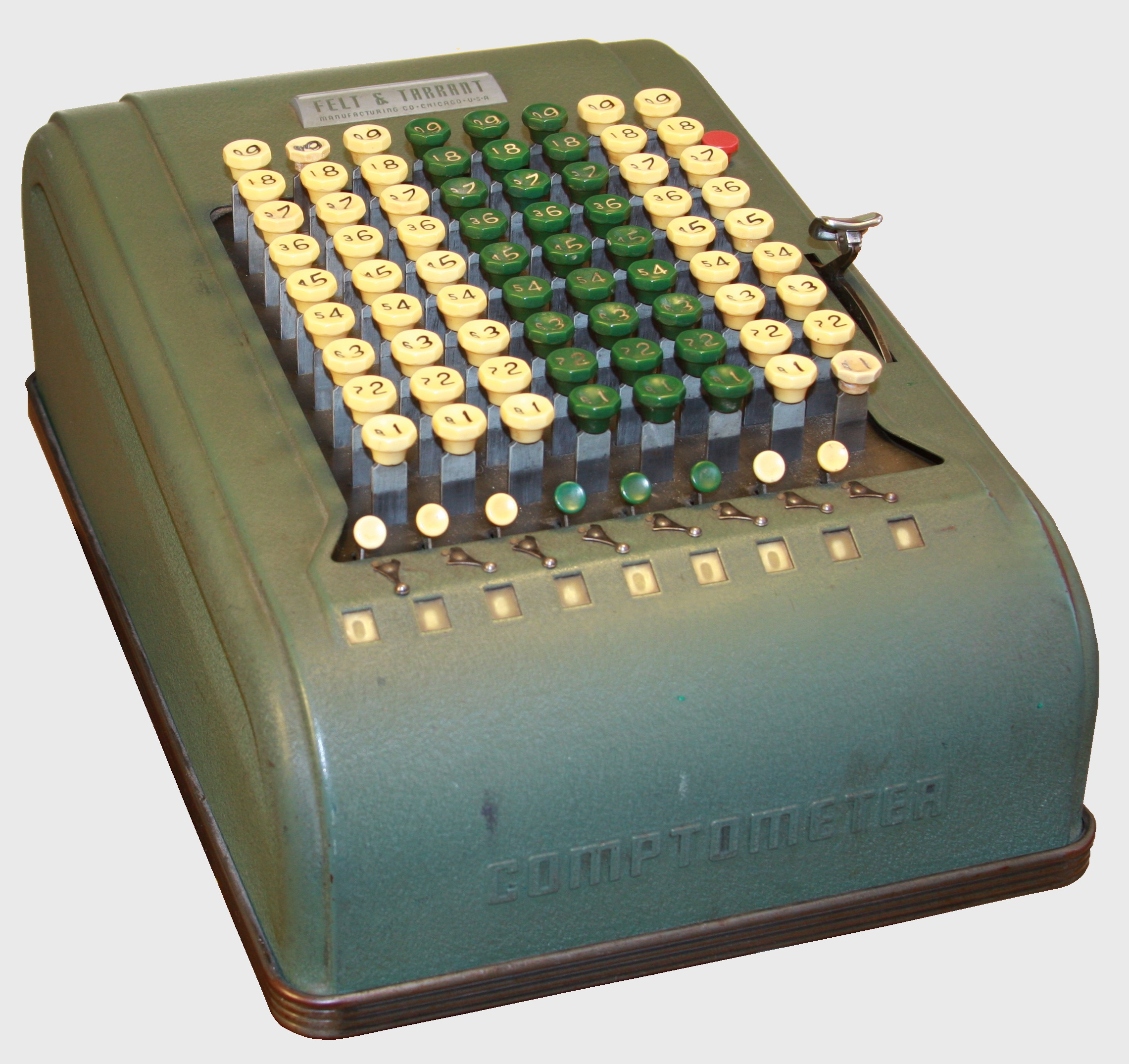
Model WM produkowany podczas II wojny światowej

### Model M, WM
Model M został wprowadzony niedługo przed rozpoczęciem II wojny światowej, miały nowy wygląd – bardziej zaokrąglony i symetryczny. Model WM był produkowany podczas II wojny światowej w zmienionym procesie produkcji, który oszczędzał materiały.
Model WM miał wiele aluminiowych części, które powodowały awarie, dlatego gdy tylko stal była znowu dostępna, zaczęto znów używać stalowych części.

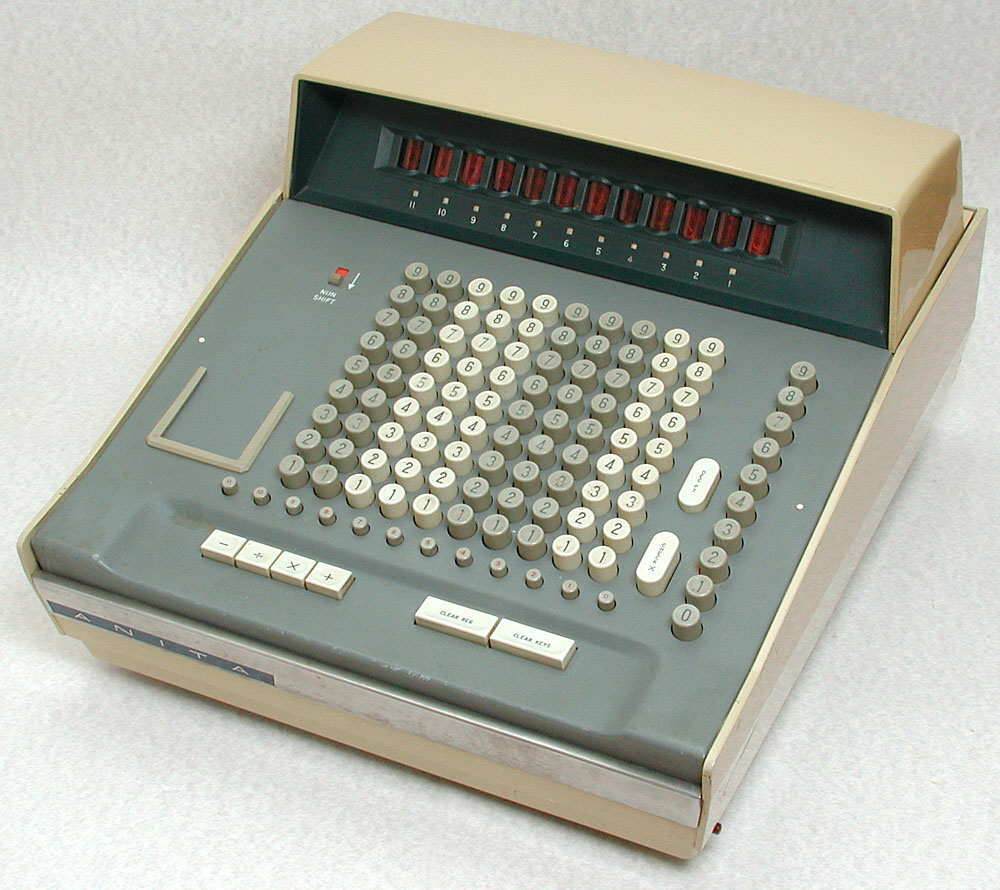
ANITA mark VIII sprzedawana od 1962 w Wielkiej Brytanii

### Modele sprzedawane po II wojnie światowej
Komptometry stawały się lżejsze, używały więcej aluminiowych części, a także bardziej dopracowanych mechanizmów. Sprzedawano zarówno mechaniczne, jak i elektryczne modele. Z zewnątrz urządzenia przypominały model M. Model 3D11 był następcą modelu M, a elektryczny 992 zastąpił model K. W obu modelach czerwony guzik do zdejmowania blokady został przesunięty na dół, dzięki czemu mógł być obsługiwany kciukiem. W modelu 992 zastosowano mechanizm ograniczający zużycie silnika – porusza się on jedynie podczas naciskania guzików, a nie cały czas jak w modelu K.
Najistotniejsze zmiany wprowadzone po II wojnie światowej zostały stworzone przez Sumlock Comptometer Ltd w Wielkiej Brytanii. Na początku lat 60. XX firma zaczęła sprzedawać urządzenia ANITA Mark VII i ANITA Mark VIII, które miały elektroniczny mechanizm.
Ostatnim urządzeniem, które używało klawiatury specyficznej dla komptometru, było zaprezentowana w 1965 roku ANITA mk 10. W 1968 pojawiła się ANITA mk 11, która używała układu dziesięciu klawiszy.
Ponadto firma Sharp zaprezentowała w 1964 roku kalkulator CS-10A COMPET, który używał układu klawiszy znanego z komptometru.